# Episodi di Avventure in fondo al mare (seconda stagione)
La seconda stagione della serie televisiva Avventure in fondo al mare è andata in onda negli Stati Uniti dal 4 gennaio 1959 al 27 settembre 1959 in syndication.
| nº | Titolo originale     | Prima TV USA      | Titolo italiano | Prima TV Italia |
| -- | -------------------- | ----------------- | --------------- | --------------- |
| 1  | The Alcatraz Story   | 4 gennaio 1959    |                 |                 |
| 2  | Operation Greenback  | 11 gennaio 1959   |                 |                 |
| 3  | Underwater Security  | 18 gennaio 1959   |                 |                 |
| 4  | Underwater Labyrinth | 25 gennaio 1959   |                 |                 |
| 5  | Monte Cristo         | 1º febbraio 1959  |                 |                 |
| 6  | The Stunt            | 8 febbraio 1959   |                 |                 |
| 7  | Diving for the Moon  | 15 febbraio 1959  |                 |                 |
| 8  | The Search           | 22 febbraio 1959  |                 |                 |
| 9  | Jettisoned           | 1º marzo 1959     |                 |                 |
| 10 | Murder at 60 Feet    | 8 marzo 1959      |                 |                 |
| 11 | Air Pockets          | 15 marzo 1959     |                 |                 |
| 12 | The Dam              | 22 marzo 1959     |                 |                 |
| 13 | Dock Fire            | 29 marzo 1959     |                 |                 |
| 14 | The Persuaders       | 5 aprile 1959     |                 |                 |
| 15 | Nerve Gas            | 12 aprile 1959    |                 |                 |
| 16 | Strange Salvage      | 19 aprile 1959    |                 |                 |
| 17 | Underwater Survey    | 26 aprile 1959    |                 |                 |
| 18 | Underwater Curtain   | 3 maggio 1959     |                 |                 |
| 19 | Hermes               | 10 maggio 1959    |                 |                 |
| 20 | The Briefcase        | 17 maggio 1959    |                 |                 |
| 21 | Cave Diving          | 24 maggio 1959    |                 |                 |
| 22 | Water Ski Show       | 31 maggio 1959    |                 |                 |
| 23 | Underwater Shrine    | 7 giugno 1959     |                 |                 |
| 24 | Chain of Evidence    | 14 giugno 1959    |                 |                 |
| 25 | Treasure Hunt        | 21 giugno 1959    |                 |                 |
| 26 | Sea Serpent          | 28 giugno 1959    |                 |                 |
| 27 | The Getaway          | 5 luglio 1959     |                 |                 |
| 28 | Underwater Ejection  | 12 luglio 1959    |                 |                 |
| 29 | The Female           | 19 luglio 1959    |                 |                 |
| 30 | Port Security        | 26 luglio 1959    |                 |                 |
| 31 | Underwater Park      | 2 agosto 1959     |                 |                 |
| 32 | Underwater Unit      | 9 agosto 1959     |                 |                 |
| 33 | Proof of Guilt       | 16 agosto 1959    |                 |                 |
| 34 | Chained              | 23 agosto 1959    |                 |                 |
| 35 | Ransom               | 30 agosto 1959    |                 |                 |
| 36 | Oil Island           | 6 settembre 1959  |                 |                 |
| 37 | Base of Operations   | 13 settembre 1959 |                 |                 |
| 38 | Kelp Forest          | 20 settembre 1959 |                 |                 |
| 39 | The Raft             | 27 settembre 1959 |                 |                 |

## The Alcatraz Story
- Prima televisiva: 4 gennaio 1959
- Diretto da: Anton Leader
- Scritto da: William Read Woodfield

### Trama
- Guest star: George Becwar (Mark Bronson), Bill Catching (Frank Bronson), Leonard Nimoy (Johnny Bronson), Christopher Dark (Larry Bronson)

## Operation Greenback
- Prima televisiva: 11 gennaio 1959
- Diretto da: Leon Benson
- Scritto da: Arthur Weiss

### Trama
- Guest star: Preston Hanson, William Vaughn, Paul Maxwell, Maurice Solomon, James Anderson, Tom Brown

## Underwater Security
- Prima televisiva: 18 gennaio 1959
- Diretto da: Leon Benson
- Scritto da: Art Arthur

### Trama
- Guest star: Courtney Brown, Paul Stader, William Boyett, Russ Conway, Paul Guilfoyle

## Underwater Labyrinth
- Prima televisiva: 25 gennaio 1959
- Diretto da: Leon Benson
- Scritto da: Arthur Weiss

### Trama
- Guest star: Ted de Corsia, Tyler McVey, William Boyett, Arvid Nelson

## Monte Cristo
- Prima televisiva: 1º febbraio 1959
- Diretto da: Leon Benson
- Scritto da: Art Arthur

### Trama
- Guest star: Art Lewis, Wayne Mallory, Joi Lansing, William Bakewell, Robert Quarry (Bill Hale)

## The Stunt
- Prima televisiva: 8 febbraio 1959
- Diretto da: John Florea
- Scritto da: Stephen Kandel

### Trama
- Guest star: Lisa Gaye (Blaze Green), Jack Wagner (Taylor Field), Bill McGraw (annunciatore radio), Robert Conrad (Boat Captain), Harry Clexx (Skipper)

## Diving for the Moon
- Prima televisiva: 15 febbraio 1959

### Trama
- Guest star: Don Oreck, Tom Irish, Rand Harper, Brett Halsey

## The Search
- Prima televisiva: 22 febbraio 1959

### Trama
- Guest star: Leonard Bremen, Robert Clarke, Wayne Mallory, Ted de Corsia

## Jettisoned
- Prima televisiva: 1º marzo 1959

### Trama
- Guest star: Zale Parry, Ted de Corsia (Jack Rogan)

## Murder at 60 Feet
- Prima televisiva: 8 marzo 1959

### Trama
- Guest star: Joyce Taylor, George Eldredge, William Boyett

## Air Pockets
- Prima televisiva: 15 marzo 1959

### Trama
- Guest star: Grandon Rhodes, Bob Tetrick, A. G. Vitanza

## The Dam
- Prima televisiva: 22 marzo 1959

### Trama
- Guest star: Richard Probert, Jack Wagner, Ross Martin, Ken Drake (Laurel), Russ Conway

## Dock Fire
- Prima televisiva: 29 marzo 1959

### Trama
- Guest star: Richard Probert, Tom Vize, Harry Clexx, Gus Callahan, Jim Bannon

## The Persuaders
- Prima televisiva: 5 aprile 1959

### Trama
- Guest star: Richard Probert, John Shay, Harlan Warde

## Nerve Gas
- Prima televisiva: 12 aprile 1959
- Diretto da: Herman Hoffman
- Scritto da: Art Arthur

### Trama
- Guest star: Nancy Millard (infermiera), Leonard Nimoy (Jerry Wylie), Lisa Gaye (Louise Wylie), Anthony George (Stan Graham), Ken Drake (dottor Wilf Winnick)

## Strange Salvage
- Prima televisiva: 19 aprile 1959

### Trama
- Guest star: Robert Karnes, Ken Drake (Louis Martin)

## Underwater Survey
- Prima televisiva: 26 aprile 1959
- Diretto da: Leon Benson
- Scritto da: Stanley H. Silverman

### Trama
- Guest star: Anthony George (Rudy Cordoba)

## Underwater Curtain
- Prima televisiva: 3 maggio 1959

### Trama
- Guest star: Jan Harrison, Jack Hogan

## Hermes
- Prima televisiva: 10 maggio 1959
- Diretto da: Leon Benson
- Scritto da: Arthur Weiss

### Trama
- Guest star: Anthony George (Elias Storm), Lisa Gaye (Collette DeBois)

## The Briefcase
- Prima televisiva: 17 maggio 1959

### Trama
- Guest star: Russ Conway, Ken Drake (dottor Max Schiller), Ross Martin, Larry Russo

## Cave Diving
- Prima televisiva: 24 maggio 1959
- Diretto da: Herman Hoffman
- Scritto da: Herman Hoffman

### Trama
- Guest star: Joyce Taylor, Douglas Fowley, Herbert Anderson

## Water Ski Show
- Prima televisiva: 31 maggio 1959
- Diretto da: Herman Hoffman
- Scritto da: Lee Erwin

### Trama
- Guest star: Lisa Gaye (June Leeds), Robert Conrad (Hal Peters), Bill McGraw (tenente), Jack Wagner (Joe Ott), William Boyett (Nick James), Courtney Brown (Steve Garth)

## Underwater Shrine
- Prima televisiva: 7 giugno 1959
- Diretto da: Leon Benson
- Scritto da: Stanley H. Silverman

### Trama
- Guest star: Anthony George (Peter Ordway), Ken Drake (Pearl Diver), Norma Brooks

## Chain of Evidence
- Prima televisiva: 14 giugno 1959

### Trama
- Guest star: Paul Fierro, Ron Gorton, Vivian Lloyd, Guy Rennie

## Treasure Hunt
- Prima televisiva: 21 giugno 1959
- Diretto da: Leon Benson
- Scritto da: Stuart Jerome

### Trama
- Guest star: Joe Kelsey, David Kramer, Robert Montgomery Jr., Joyce Taylor, Clark Howat, Richard Hill, Joseph Hamilton, Ronald Foster, Peter Breck, William Boyett

## Sea Serpent
- Prima televisiva: 28 giugno 1959
- Diretto da: Herman Hoffman
- Scritto da: Lee Erwin

### Trama
- Guest star: Ken Drake (Faisal Hasim (Chief of Police), Lisa Gaye, Anthony George (Jim Barry), Leonard Nimoy (Liquid Explosives Thief)

## The Getaway
- Prima televisiva: 5 luglio 1959

### Trama
- Guest star: Ken Drake (Artie), Jan Harrison, Robert Karnes, Wayne Mallory, Michael Masters, Frank Warren

## Underwater Ejection
- Prima televisiva: 12 luglio 1959

### Trama
- Guest star: John Zaremba, Norman Bishop

## The Female
- Prima televisiva: 19 luglio 1959

### Trama
- Guest star: Lynette Bernay (Gracie Bond), Wayne Mallory, Zale Parry

## Port Security
- Prima televisiva: 26 luglio 1959

### Trama
- Guest star: John Zaremba, Craig Woods, Patrick Waltz, Bob Tetrick, Troy Melton, Harry Lauter, Richard Deems

## Underwater Park
- Prima televisiva: 2 agosto 1959

### Trama
- Guest star: Jim Bannon, Michael Masters

## Underwater Unit
- Prima televisiva: 9 agosto 1959

### Trama
- Guest star: Frank Warren, Paul Stader, Della Sharman, Hanna Landy, Eric Feldary, Tom Brown, Courtney Brown

## Proof of Guilt
- Prima televisiva: 16 agosto 1959

### Trama
- Guest star: Ken Drake (tenente Dave Kalkua), Dale Ishimoto, Nobu McCarthy

## Chained
- Prima televisiva: 23 agosto 1959

### Trama
- Guest star: Frank Warren, A. G. Vitanza, Paul Stader, Eric Feldary, Les Heilman, Tom Brown

## Ransom
- Prima televisiva: 30 agosto 1959

### Trama
- Guest star: Bruce Wendell, Anne Neyland, William Masters, Courtney Brown, Jim Bannon

## Oil Island
- Prima televisiva: 6 settembre 1959

### Trama
- Guest star: Jay Douglas

## Base of Operations
- Prima televisiva: 13 settembre 1959

### Trama
- Guest star: A. G. Vitanza, Richard Probert, Gregg Palmer, Michael Masters, Anne Anderson

## Kelp Forest
- Prima televisiva: 20 settembre 1959

### Trama
- Guest star: Ted de Corsia, Zale Parry, Don Oreck, Rand Harper, Jay Douglas

## The Raft
- Prima televisiva: 27 settembre 1959

### Trama
- Guest star: Whit Bissell, Richard Gilbreath, Richard Probert